# 米德爾伯勒 (麻薩諸塞州)
米德爾伯勒（英語：Middleborough）是一個位於美國麻薩諸塞州普利茅斯縣的鎮。米德爾伯勒自稱是“世界蔓越莓之都”。蔓越莓生產仍然是當地經濟的重要組成部分。2015年，該鎮約有1,400英畝的土地用於種植蔓越莓，占美國用於採收蔓越莓之所有土地的3%。

## 人口
根據2020年美國人口普查的數據，米德爾伯勒的面積為186.90平方千米，當中陸地面積為178.90平方千米，而水域面積為8.00平方千米。當地共有人口24245人，而人口密度為每平方千米130人。按土地面積計算，它是麻薩諸塞州第二大市鎮，也是新英格蘭地區第十九大市鎮。